# Tinnet Krat
Tinnet Krat er et 596 ha stort, fredet naturområde, som ligger på det sted, hvor Hærvejen passerer Skjern Å. Det er ca. 10 km nordvest for byen Tørring. Området er fredet og drives som naturskov, hvor man bruger gamle metoder som græsning, plukhugst og stævning. Hensigten er, at området skal fremstå som et mosaiklandskab med egekrat (nu efterhånden: egeskov), blandet løvskov, enge, overdrev og heder, sådan som det gjorde i ældre tid. Koutrup Skov i den midterste del af området er udpeget som urørt skov, en tilstand, man fører den over i gennem flere etaper indtil 2020.